# باب کورکر
رابرت فیلیپس "باب" کورْکر، جونیِر. (به انگلیسی: Bob Corker) (زادهٔ ۲۴ اوت ۱۹۵۲) سیاستمدار ایالات متحده آمریکا آمریکایی و سناتور جونیر ایالات متحده از تنسی است، که از سال ۲۰۰۷ تاکنون مشغول به کار است. کورکر که عضو حزب جمهوری‌خواه است، هم‌اکنون رئیس کمیته روابط خارجی سنای ایالات متحده آمریکا در یکصد و چهاردهمین کنگره ایالات متحده آمریکا است.

## فعالیت‌ها
در سال ۱۹۷۸، کورکر یک شرکت موفق ساختمان‌سازی تأسیس کرد، که در سال ۱۹۹۰ آن را به فروش رساند. در سال ۱۹۹۴ در انتخابات سنای ایالات متحده در تنسی شرکت کرد ولی در انتخابات مقدماتی حزب جمهوریخواه به بیل فریست رهبر آینده اکثریت سنا باخت. از سال ۱۹۹۵ تا ۱۹۹۶ به انتصاب دان ساندکوییست فرماندار تنسی، به عنوان کمیسیونر امور مالی و اداری ایالت تنسی فعالیت کرد. بعدها دو تا از بزرگ‌ترین شرکت‌های املاک در چاتانوگا، تنسی را خرید، و در سال ۲۰۰۰ به عنوان ۷۱مین شهردار چاتانوگا انتخاب شد. او یک دوره از سال ۲۰۰۱ تا ۲۰۰۵ به عنوان شهردار فعالیت کرد.
در سال ۲۰۰۶، کورکر پس از این که فریست پس از دو دوره حضور در سنا بازنشستگی خود را اعلام کرد، نامزد انتخابات سنا در تنسی شد. کورکر با کسب ۵۱٪ آرا هارولد فورد نماینده دمکرات مجلس را شکست داد. در سال ۲۰۱۲ کورکر با کسب ۶۵٪ آرا در برابر ۳۰٪ رأی رقیب دمکرات خود مارک کلیتن مجدداً انتخاب شد.